# جسیکا سوتا
جسیکا سوتا (انگلیسی: Jessica Sutta؛ زادهٔ ۱۵ مهٔ ۱۹۸۲) یک موسیقی‌دان اهل ایالات متحده آمریکا است. وی از سال ۲۰۰۲ میلادی تاکنون مشغول فعالیت بوده است.